# Sicista trizona
Sicista trizona är en gnagare i familjen buskmöss som förekommer i sydöstra Europa. Populationen infogades fram till 2016 i stäppmusen (Sicista subtilis).

## Utseende
Sicista trizona når en kroppslängd (huvud och bål) av 5,4 till 6,6 cm, en svanslängd av 6,3 till 9,5 cm och en vikt av 3,5 till 14,5 g. Den har 1,4 till 1,6 cm långa bakfötter. Arten är den minsta men inte den lättaste buskmusen. Grundfärgen på ovansidan är gulbrun till mörkbrun och på undersidan förekommer ljusbrun päls. Liksom stäppmusen har Sicista trizona en bred svart och längsgående strimma på ryggens topp som är tydlig avgränsad. Bredvid på varje sida kan en ljusare strimma finnas. Hos ungar är pälsens färg ofta intensivare och vuxna djur kan ha inslag av grått på ovansidan under sommaren.
Liksom Sicista loriger har Sicista trizona en diploid kromosomuppsättning med 26 kromosomer (2n = 26) medan värdet för Sicista subtilis är 2n = 24. Sicista trizona avviker från Sicista loriger i detaljer av kraniets konstruktion. Dessutom är en taggliknande utskott på hannens penis hos Sicista loriger längre (över 2 mm) än hos Sicista trizona (upp till 1 mm).

## Utbredning
Taxonet beskrevs ursprungligen efter individer som hittades i Transsylvanien i nordvästra Rumänien. De lever där i området kring orterna Cluj-Napoca och Apahida. Ytterligare exemplar hittades i östra Ungern. Habitatet är betesmarker för nötkreatur och får som inte brukas intensivt så att högt gräs kan uppstå. I områdena förekommer glest fördelade tistlar och buskar. I Ungern hittas arten ofta i regioner med saltrik jord som domineras av gräs från släktet svinglar (Festuca). Betesmarkerna bildar i flera fall en mosaik tillsammans med jordbruksmark och skogar.

## Ekologi
Liksom andra buskmöss håller arten från oktober till sen mars vinterdvala. Den gömmer sig i underjordiska bon som skapades av andra djur eller i naturliga håligheter under trädens rötter samt under omkullkastade träd. Sicista trizona äter bland annat insekter, spindlar och andra ryggradslösa djur. Insekterna tillhör till exempel fjärilssläktena Melanargia och Argynnis. Den vegetariska delen av födan utgörs av blad, frukter och frön. Enligt en studie skapar arten tillfälligt förråd för kalla dagar.
Två honor hade tre respektive fyra ungar per kull. De föddes efter 21 dagar dräktighet i ett underjordiskt näste som fodrades med mjuka växtdelar.

## Status
Intensivare bruk av ängarna och plogning hotar artens bestånd. Enligt uppskattningar minskade artens utbredningsområde i Ungern sedan 1950-talet med 98 procent. Dokumenterade populationer av stäppmusen (som antagligen var Sicista trizona) fanns även i Serbien, Slovakien och Österrike men de finns inte kvar. IUCN listar arten som starkt hotad (EN). För att bevara arten får flera lantbrukare stöd av Europeiska unionen när de lämnar ängarna orörda.